# Списък на византийските провинции
Това е списък на византийските провинции.
Византийските провинции се базират на дванадесетте диоцези (dioecesis) на император Домициан (284 – 305).
През 7 век Византия е разделена и на военни провинции (теми).
- Арабия (Йордания), диоцез на Изтока
- Аркадия (Долен Египет), главен град Александрия, диоцез Египет
- Армения, (Армениакон) (Αρμενιακόν), диоцез Понтика
- Epirus nova, Нов Епир, диоцез Македония
- Epirus vetus, Стар Епир, диоцез Македония
- Euphratensis, диоцез на Изтока
- Галация, диоцез Азиана
- Helenopontus Хеленопонтус, (Североизточна Турция), диоцез Понтика
- Исаврия, (Югоизточна Турция) диоцез Азиана
- Кападокия, главен град Caesarea (Кайсери), (Централна Турция), диоцез Азиана
- Кария, (Югозападна Турция) диоцез Азиана
- Киликия, Югоизточна Турция и Кипър
  - Киликия Секунда, главен град Аназарба
- Kyrrhestike, главен град Kyrrhos, Северна Сирия
- Лазика, диоцез Понтика
- Libia superior, диоцез Африка
- Libia inferior, диоцез Африка
- Македония, диоцез Македония
- Месопотамия, главен град Нисибис
- Мизия (България), диоцез Тракия
- Osrhoene Осроена, главен град Едеса (Югоизточна Турция), диоцез на Изтока
- Палестина salutaris, диоцез на Изтока
- Пафлагония (Североизточна Турция), диоцез Понтика
- Финикия, диоцез на Изтока
- Понт Polemoniakus, диоцез Понтика
- Тесалия (Северна Гърция и Западна Турция), диоцез Македония
- Скития (Румъния), диоцез Тракия
- Сирия, главен град Антиохия (Северозападна Сирия), диоцез на Изтока
- Сирия salutatis, диоцез на Изтока
- Thebais, главен град Панополис, (Горен Египет), диоцез Египет
- Тракия, диоцез Тракия